# Les Allongés
Les Allongés est un roman de Jeanne Galzy publié en 1923 aux éditions Ferenczi & fils et ayant reçu la même année le prix Femina.

## Éditions
- Les Allongés, Ferenczi & fils, 1923.